# Titularbistum Munatiana
Munatiana (ital.: Munaziana) ist ein Titularbistum der römisch-katholischen Kirche. 
Es geht zurück auf einen antiken Bischofssitz, der sich in der römischen Provinz Byzacena in der Sahelregion von Tunesien befand.
| Titularbischöfe von Munatiana |                              |                                                          |                    |                   |
| Nr.                           | Name                         | Amt                                                      | von                | bis               |
| 1                             | Dino Trabalzini              | Weihbischof in Rom (Italien)                             | 11. Februar 1966   | 28. Juni 1971     |
| 2                             | José Dalvit MCCJ             | Weihbischof in Belo Horizonte (Minas Gerais) (Brasilien) | 5. Oktober 1973    | 17. Januar 1977   |
| 3                             | Gerald Augustine John Ryan   | Weihbischof in Rockville Centre (USA)                    | 28. Februar 1977   | 4. Juni 1985      |
| 4                             | Wilhelm Schraml              | Weihbischof in Regensburg (Deutschland)                  | 7. Januar 1986     | 13. Dezember 2001 |
| 5                             | Joseph Mitsuaki Takami PSS   | Weihbischof in Nagasaki (Japan)                          | 7. Februar 2002    | 17. Oktober 2003  |
| 6                             | Gonzalo Restrepo Restrepo    | Weihbischof in Cali (Kolumbien)                          | 12. Dezember 2003  | 11. Juli 2006     |
| 7                             | Thomas Chung An-zu           | Weihbischof in Taipeh (Taiwan)                           | 31. Oktober 2006   | 24. Januar 2008   |
| 8                             | Brian Joseph Dunn            | Weihbischof in Sault Sainte Marie (Kanada)               | 16. Juli 2008      | 21. November 2009 |
| 9                             | Milton Luis Tróccoli Cebedio | Weihbischof in Montevideo (Uruguay)                      | 27. November 2009  | 15. Juni 2018     |
| 10                            | Ronald Hicks                 | Weihbischof in Chicago (USA)                             | 3. Juli 2018       | 17. Juli 2020     |
| 11                            | Robert Lombardo CFR          | Weihbischof in Chicago (USA)                             | 11. September 2020 |                   |